# Andrena nevadensis
Andrena nevadensis is een vliesvleugelig insect uit de familie Andrenidae. De wetenschappelijke naam van de soort is voor het eerst geldig gepubliceerd in 1879 door Cresson.